# Juan Vicente Pérez Aras
Juan Vicente Pérez Aras, né le 13 novembre 1963, est un homme politique espagnol membre du Parti populaire (PP).
Il devient député de la circonscription de Valence en janvier 2015.

## Biographie

### Profession
Juan Vicente Pérez est titulaire d'une licence en sciences politiques et administratives. Il est technicien supérieur chargé du protocole et des relations institutionnelles.

### Carrière politique
Il est membre du comité exécutif provincial de Valence et régional de la Communauté valencienne du Parti populaire.
Le 19 janvier 2015, il devient député pour Valence au Congrès des députés et réélu en 2015 et 2016.